# Wedekindellininae
Wedekindellininae es una subfamilia de foraminíferos bentónicos de la familia Fusulinidae, de la superfamilia Fusulinoidea, del suborden Fusulinina y del orden Fusulinida. Su rango cronoestratigráfico abarca desde el Moscoviense hasta el Stephaniense (Carbonífero superior).

## Discusión
Clasificaciones más recientes incluyen Wedekindellininae en la subclase Fusulinana de la clase Fusulinata. Algunas clasificaciones también la incluyen en la familia Fusulinellidae.

## Clasificación
Wedekindellininae incluye a los siguientes géneros:
- Eowaeringella †
- Eowedekindellina †
- Frumentella †
- Parafusulinella †
- Parawedekindellina †
- Pseudowedekindellina †
- Wedekindellina †

Otro género considerado en Wedekindellininae es:
- Wedekindia †, sustituido por Wedekindellina